# Червен дърволаз
Червен дърволаз (Margarornis rubiginosus) е вид птица от семейство Furnariidae.

## Разпространение
Видът е разпространен в Коста Рика и Панама.